# 鐵三角 (2007年電影)
《鐵三角》是一套港產片，由杜琪峰、徐克和林嶺東執導，在2007年11月1日於香港上映。

## 劇情
一間酒吧，3個落魄人，無數怨氣話。李寶山（任達華飾）、彭輝（古天樂飾）和莫中原（孫紅雷飾）3個飽受社會、家庭及經濟壓力的好友，在酒酣耳熱中商議大計，要改變可惡的現狀，只有錢！
神秘老人出現留下線索。為3人帶來一次尋寶奇遇！莫破解老人留下的密碼，而寶藏就在中環立法會的地底。3人出發，找出寶藏。滿以為發財在望之際，探員王正文（林家棟飾）追捕而至。
一連串怪事接踵而來！神秘老人的死在新聞報道中發放。輝受大圈佬威脅參與銀行打劫行動。莫與輝雖然懷疑寶藏背後埋著不可告人秘密，但是為了錢，3人決定冒生命危險，儘快出貨！因為3人得來之物是一具身披純金外衣的史前古屍──無價國寶！

## 演員
| 演員   | 角色   | 身份               | 特徵 |
| ------ | ------ | ------------------ | ---- |
| 任達華 | 李寶山 | 工程師，韋玲丈夫   |      |
| 古天樂 | 彭輝   | 無業者、的士司機   |      |
| 林家棟 | 王正文 | 与韋玲有染的警察   |      |
| 林熙蕾 | 韋 玲  | 偷吃的人妻         |      |
| 孫紅雷 | 莫中原 | 来自上海的古董商人 |      |
| 尤 勇  | 警察   |                    |      |
| 林 雪  | Fat Bo |                    |      |
| 葉 進  | 陳福水 |                    |      |

## 電影特色
此電影最大特色為3位導演採用接龍方式各自執導電影的3部份，於拍攝前定下5個拍攝規則。
- 3位導演在相同數目的資金下，各拍攝一段長30分鐘的短片，3段短片的順序必須能夠拼湊成完整故事。
- 沒有總劇本，導演需按上一位導演拍得的片段，延續創作故事。
- 開局、承接、結尾，按決定負責導演分別為徐克、林嶺東、杜琪峰，而他們亦是本片的監製、出品人。
- 3位導演可以置有自己的編劇班底，但是不宜就劇情創作互相溝通。
- 完畢後，另外聘請剪接師專門負責剪輯影片。

## 獎項
| 頒獎典禮                     | 獎項     | 名單   | 結果 |
| ---------------------------- | -------- | ------ | ---- |
| 第十四屆香港電影評論學會大獎 | 推薦電影 | 鐵三角 | 獲獎 |

## 外部連結
- 開眼電影網上《鐵三角》的資料（繁體中文）
- 豆瓣电影上《鐵三角》的資料 （简体中文）
- 时光网上《鐵三角》的資料（简体中文）
- AllMovie上《鐵三角》的资料（英文）
- 爛番茄上《鐵三角》的資料（英文）
- 香港影庫上《鐵三角》的資料（繁體中文）
- 互联网电影数据库（IMDb）上《鐵三角》的资料（英文）